# Klamorna (Bílá)
Klamorna je malá vesnice, část obce Bílá v okrese Liberec. Nachází se asi čtyři kilometry jižně od Bílé, rozložena podél pravého břehu říčky Mohelky. Klamorna leží v katastrálním území Chvalčovice o výměře 3,67 km². Statisticky je Klamorna vedena jako 2. díl základní sídelní jednotky Dehtáry.

## Historie
První písemná zmínka o vesnici pochází z roku 1656.